# Limenitis roela
Limenitis roela är en fjärilsart som beskrevs av Jean Baptiste Boisduval 1870. Limenitis roela ingår i släktet Limenitis och familjen praktfjärilar. Inga underarter finns listade i Catalogue of Life.